# Приводино (станция)
Приводино — железнодорожная станция Северной железной дороги в Котласском районе Архангельской области. Расположена на линии Ядриха — Великий Устюг.

## Описание
В декабре 2004 года на станции был построен нефтеналивной комплекс.
По проекту «Ленгипротанса» осуществлена реконструкция станции Приводино для организации железнодорожного наливного пункта грузооборотом 4 млн тонн нефти в год. Были уложены дополнительные пути для обеспечения приема порожних цистерн, подачи их на железнодорожные пути наливной эстакады, выводку груженых цистерн с эстакады и отправления их на внешнюю сеть железных дорог. Однако на сегодняшний день этот пункт не функционирует.
Сегодня пассажирское сообщение на станции отсутствует. Наблюдается редкое грузовое сообщение со стороны Великого Устюга.